# Tamara Nikolajewna Rylowa
Tamara Nikolajewna Rylowa (russisch Тамара Николаевна Рылова; * 1. Oktober 1931 in Wologda; † 30. Januar 2021 in Sankt Petersburg) war eine sowjetische Eisschnellläuferin. Sie wurde 1959 Weltmeisterin im Mehrkampf und gewann zwischen 1955 und 1964 sieben weitere internationale Medaillen, darunter 1960 eine olympische Bronzemedaille im 1000-Meter-Rennen.

## Werdegang
Rylowa wuchs im nordwestrussischen Wologda auf und lief auf dem gleichnamigen Fluss seit ihrer Kindheit im Winter auf Schlittschuhen. In den Jahren nach dem Zweiten Weltkrieg wurde der Vorsitzende des städtischen Sportkomitees auf sie aufmerksam und vermittelte sie an den Trainer Michail Kusmitsch, der sie ab dem Alter von 16 Jahren betreute. 1952 nahm Rylowa erstmals an der sowjetischen Meisterschaft im Vierkampf teil und lief in Medeo beim Sieg Rimma Schukowas auf den elften Rang. Zwei Jahre später war sie bei der Weltmeisterschaft 1954 Teil des sowjetischen Aufgebotes, das die Titelkämpfe prägte: Alle acht Sportlerinnen platzierten sich unter den ersten elf der Gesamtwertung, Rylowa belegte Rang acht und war damit sechstbeste Athletin ihres Landes. Die Sowjetunion stellte von 1952 bis 1966 in fünfzehn aufeinanderfolgenden Jahren die Mehrkampfweltmeisterin im Eisschnelllauf und war somit über Rylowas gesamte Karriere hinweg die weltweit führende Nation.
Am 11. und 12. Januar 1955 verbesserte Rylowa bei einem internationalen Wettkampf in Medeo die Weltrekorde über 500 Meter und über 1000 Meter auf 45,6 Sekunden beziehungsweise 1:33,4 Minuten. Die bis dahin von Laila Schou Nilsen gehaltene Bestmarke auf der 500-Meter-Sprintstrecke war zuvor fast 18 Jahre nicht übertroffen worden. Rylowas Rekorde hielten sieben beziehungsweise acht Jahre, bis sie Anfang der 1960er-Jahre von ihren Landsfrauen Inga Woronina und Lidija Skoblikowa unterboten wurden. Kurz nach den Weltrekordläufen gewann die zu diesem Zeitpunkt 23-Jährige zudem ihre erste von insgesamt vier sowjetischen Mehrkampfmeisterschaften (spätere Titel folgten 1957, 1959 und 1960) und mit Silber bei der WM 1955 in Kuopio ihre erste internationale Medaille. Als erste Eisschnellläuferin aus der Oblast Wologda erhielt sie Mitte der 1950er-Jahre den Titel einer Sportmeisterin der Sowjetunion. Ihr langjähriger Betreuer Kusmitsch empfahl Rylowa an das Lesgaft-Institut für Leibesübungen in Leningrad, wo sie fortan bei Iwan Anikanow trainierte.
Rylowa zählte in den folgenden Jahren zur nationalen Elite und angesichts der sowjetischen Stärke gleichermaßen zur internationalen Spitze im Eisschnelllauf der Frauen. Bei den Weltmeisterschaften von 1955 bis 1958 stand sie – bei Siegen von Rimma Schukowa, Sofja Kondakowa und Inga Artamonowa (später verheiratete Woronina) – viermal als Zweite oder Dritte auf dem Podest. 1959 errang Rylowa in Swerdlowsk den einzigen internationalen Titel ihrer Karriere: Mit Streckensiegen über 500 Meter und 1000 Meter setzte sie sich vor Walentina Stenina, Lidija Skoblikowa sowie Artamonowa durch und wurde Weltmeisterin. Ein Jahr später gewann Rylowa hinter Stenina eine weitere WM-Silbermedaille und reiste als eine Mitfavoritin zu der olympischen Premiere des Frauen-Eisschnelllaufs bei den Winterspielen in Squaw Valley. Dort trat sie zu drei von vier Einzelstrecken-Wettkämpfen an und gewann eine Bronzemedaille über 1000 Meter (mit 0,7 Sekunden Rückstand auf Klara Gussewa). Außerdem belegte sie auf der 500-Meter- beziehungsweise der 3000-Meter-Distanz die Ränge vier und neun. Sie wertete diese Ergebnisse als persönlichen Misserfolg.
In den 1960er-Jahren knüpfte Rylowa, die 1959 als Verdiente Meisterin des Sports der UdSSR ausgezeichnet worden war, nur noch vereinzelt an frühere Ergebnisse an. 1964 gewann sie bei den nationalen Titelkämpfen ebenso eine Bronzemedaille im Mehrkampf wie bei der Weltmeisterschaft, wo sie letztmals zum sowjetischen Kader gehörte. Im Januar 1967 trat die mittlerweile 35-jährige Rylowa zum letzten Mal zu einem Vergleichswettkampf zwischen Leningrad und Finnland an. Nach ihrer aktiven Eisschnelllaufkarriere war sie am Institut für Leibeserziehung an der Staatlichen Universität Leningrad beschäftigt.

## Statistik

### Olympische Winterspiele
Tamara Rylowa war 1960 Teil des sowjetischen Olympiaaufgebots. Sie nahm an drei Wettkämpfen teil und gewann eine Bronzemedaille.
| Olympische Winterspiele | Olympische Winterspiele | 500 m | 1000 m | 3000 m |
| Jahr                    | Ort                     | 500 m | 1000 m | 3000 m |
| ----------------------- | ----------------------- | ----- | ------ | ------ |
| 1960                    | Squaw Valley            | 4.    | 3.     | 9.     |

### Mehrkampfweltmeisterschaften
Von 1954 bis 1964 nahm Tamara Rylowa an acht Mehrkampfweltmeisterschaften teil und gewann dabei eine Goldmedaille sowie viermal Silber und zweimal Bronze. Die folgende Tabelle zeigt ihre Zeiten – und in Klammern jeweils dahinter ihre Platzierungen – auf den vier gelaufenen Einzelstrecken sowie die sich daraus errechnende Gesamtpunktzahl nach dem Samalog und die Endplatzierung. Die Anordnung der Distanzen entspricht ihrer Reihenfolge im Programm der Mehrkampf-WM zur aktiven Zeit Rylowas, 1956 wurde die Zusammensetzung des Mehrkampfes geändert.
| Mehrkampf-WM | Mehrkampf-WM | 500 m (in Sekunden) | 3000 m (in Minuten) | 1000 m (in Minuten) | 5000 m (in Minuten) | Punkte  | Platz |
| Jahr         | Ort          | 500 m (in Sekunden) | 3000 m (in Minuten) | 1000 m (in Minuten) | 5000 m (in Minuten) | Punkte  | Platz |
| 1954         | Östersund    | 49,0 (4)            | 5:36,4 (9)          | 1:43,7 (8)          | 9:42,5 (6)          | 215,166 | 8.    |
| 1955         | Kuopio       | 48,9 (1)            | 5:40,9 (3)          | 1:42,6 (4)          | 9:39,9 (3)          | 215,006 | 2.    |
| Jahr         | Ort          | 500 m (in Sekunden) | 1500 m (in Minuten) | 1000 m (in Minuten) | 3000 m (in Minuten) | Punkte  | Platz |
| 1956         | Borlänge     | 48,7 (3)            | 2:39,7 (5)          | 1:41,8 (3)          | 5:36,0 (3)          | 208,833 | 3.    |
| 1957         | Imatra       | 49,0 (2)            | 2:38,5 (4)          | 1:41,9 (3)          | 5:45,0 (7)          | 210,283 | 2.    |
| 1958         | Kristinehamn | 47,6 (1)            | 2:37,3 (2)          | 1:45,2 (4)          | 5:42,8 (2)          | 209,766 | 2.    |
| 1959         | Swerdlowsk   | 47,5 (1)            | 2:32,5 (2)          | 1:41,0 (1)          | 5:36,5 (4)          | 204,916 | 1.    |
| 1960         | Östersund    | 49,7 (2)            | 2:38,4 (3)          | 1:41,2 (3)          | 5:39,2 (6)          | 209,633 | 2.    |
| 1964         | Kristinehamn | 46,9 (6)            | 2:29,3 (4)          | 1:36,4 (3)          | 5:21,9 (6)          | 198,516 | 3.    |

### Persönliche Bestzeiten
Über 1000 Meter (und auf der ab 1955 nicht mehr zum üblichen Vierkampf zählenden 5000-Meter-Strecke) stellte Rylowa ihre persönlichen Bestzeiten zu Beginn ihrer Karriere auf, während sie auf der 500-Meter-Strecke ihre eigene Bestleistung noch 1964 verbesserte.
| Distanz | Zeit       | Datum            | Ort        |
| ------- | ---------- | ---------------- | ---------- |
| 500 m   | 45,2 s     | 29. Februar 1964 | Swerdlowsk |
| 1000 m  | 1:33,4 min | 11. Januar 1955  | Medeo      |
| 1500 m  | 2:25,1 min | 27. Januar 1962  | Medeo      |
| 3000 m  | 5:16,6 min | 20. Januar 1960  | Medeo      |
| 5000 m  | 9:09,2 min | 19. Januar 1955  | Medeo      |

### Weltrekorde
Rylowa stellte zwischen 1956 und 1960 insgesamt drei Weltrekorde auf. Sie lief jeweils eine Bestzeit auf der 500-Meter- und auf der 1000-Meter-Distanz sowie im Mini-Vierkampf. Sämtliche Rekorde lief sie auf der Bahn in Medeo.
- Disziplin: Länge der gelaufenen Strecke beziehungsweise Austragungsform des Mehrkampfs.
- Zeit/Punkte: Gelaufene Zeit beziehungsweise (bei Mehrkämpfen) erreichte Punktzahl nach dem Samalog.
- Datum: Datum des Weltrekords. Bei Weltrekorden im Mehrkampf entspricht das angegebene Datum dem letzten Tag des Mehrkampfs.
- Ort: Eisbahn und Ort des Weltrekords.
- Bestand: Dauer, die der Rekord Gültigkeit besaß.
- Nachfolgerin: Läuferin, die den angegebenen Rekord als erste unterbot.

| Nr. | Disziplin      | Zeit/Punkte | Datum         | Ort   | Bestand             | Nachfolgerin      |
| --- | -------------- | ----------- | ------------- | ----- | ------------------- | ----------------- |
| 1   | 500 Meter      | 45,6 s      | 11. Jan. 1955 | Medeo | 7 Jahre und 16 Tage | Inga Woronina     |
| 2   | 1000 Meter     | 1:33,4 min  | 12. Jan. 1955 | Medeo | 8 Jahre und 41 Tage | Lidija Skoblikowa |
| 3   | Mini-Vierkampf | 196,416     | 21. Jan. 1960 | Medeo | 2 Jahre und 7 Tage  | Inga Woronina     |